# Oskar Pietsch
Oskar Wilhelm Pietsch, né à Berlin (alors dans l'Empire allemand) le 10 janvier 1918 et mort dans cette ville le 28 novembre 2012, est un chef décorateur et peintre allemand.
Il a travaillé comme scénographe pour l'UFA, la DEFA et la SFB. Un projet de recherche de l'Institut d'art et d'histoire visuelle de l'Université Humboldt de Berlin compte Oskar Pietsch — tout comme Willy Schiller (de), Alfred Hirschmeier, Harry Leupold (de), Paul Lehmann et Hans Popp — comme l'un des scénographes les plus importants de la DEFA et de son prédécesseur, l'UFA.

## Biographie
Oskar Pietsch suit un apprentissage de peintre décorateur et fréquente l'École des arts appliqués et l'Académie des beaux-arts de Berlin. Actif au cinéma depuis 1937, son premier travail notable est comme assistant décorateur pour Gasparone (de), un film avec Marika Rökk. Il travaille ensuite également comme peintre décorateur sur plusieurs films de Carl Froelich avec Zarah Leander et Hans Albers.
Il a laissé son héritage artistique au Potsdam Film Museum. Il s'agit notamment de ses ébauches de conception de production pour le film de 1955 Mère Courage réalisé par Wolfgang Staudte, qui n'a jamais été terminé en raison du veto de Bertolt Brecht et d'Helene Weigel.
Oskar Pietsch est le grand-père de l'acteur Boris Pietsch (de).

## Filmographie (sélection)
- 1951 : Karriere in Paris (de)
- 1953 : Jacke wie Hose (de)
- 1954 : Kein Hüsung (de)
- 1954 : Stärker als die Nacht (de)
- 1955 : Der Ochse von Kulm (de)
- 1955 : Mère Courage de Wolfgang Staudte (inachevé)
- 1956 : Der Hauptmann von Köln (de)
- 1957 : La police des mineurs intervient (Berlin – Ecke Schönhauser…)
- 1957 : Rivalen am Steuer (de)
- 1958 : Meine Frau macht Musik (de)
- 1958 : Der Prozeß wird vertagt (de)
- 1959 : Eine alte Liebe (de)
- 1959 : Verwirrung der Liebe (de)
- 1959 : Ein Sommertag macht keine Liebe (de)
- 1960 : Alwin der Letzte (de)
- 1960 : Eine Handvoll Noten (de)
- 1961 : Der Fremde (de) de Johannes Arpe
- 1961 : Auf Wiedersehen
- 1962 : L'Invisible docteur Mabuse (Die unsichtbaren Krallen des Dr. Mabuse) de Harald Reinl
- 1962 : Nachts ging das Telefon (de)
- 1963 : Die Nacht am See (de)
- 1965 : Im Schatten einer Großstadt
- 1966 : La Voleuse (Schornstein Nr. 4) de Jean Chapot
- 1972 : Tatort  (épisode Rattennest)

## Récompenses et distinctions
- (en) Oskar Pietsch: Awards, sur l'Internet Movie Database